# Rhododendron flavidum
Rhododendron flavidum är en ljungväxtart som beskrevs av Adrien René Franchet. Rhododendron flavidum ingår i släktet rododendron, och familjen ljungväxter. Utöver nominatformen finns också underarten R. f. psilostylum.